# Dysopsis glechomoides
Dysopsis glechomoides là một loài thực vật có hoa trong họ Đại kích. Loài này được (A.Rich.) Müll.Arg. mô tả khoa học đầu tiên năm 1866.